# Higurashi Daybreak
Higurashi Daybreak (ひぐらしデイブレイク?, Higurashi Deibureiku) è uno sparatutto in terza persona giapponese sviluppato da Twilight Frontier. È stato pubblicato il 13 agosto 2006 ed è basato sulla sound novel Higurashi no naku koro ni. È stato il primo tentativo di Twilight Frontier di fare un gioco in 3D. Il gruppo 07th Expansion, creatore della novel originale, ha contribuito nello sviluppo (soprattutto l'autore di Higurashi, Ryukishi07).
Il 22 aprile 2007 è stata pubblicata un'espansione (1.11), intitolata Higurashi Daybreak Kai (ひぐらしデイブレイク改?), che ha introdotto alcune nuove trame al gioco.
Il videogioco è stato reso disponibile da Alchemist anche per PlayStation Portable il 27 novembre 2008.

## Modalità di gioco
Il gioco è uno sparatutto in terza persona (due contro due) simile a Mobile Suit Gundam VS Series. Ognuno dei quattro personaggi può essere controllato dai giocatori o dal computer, ed ha diverse armi a disposizione.
Inizialmente ci sono solo tre trame, ma al completamento di queste ne vengono sbloccate altre. Le squadre sono scelte in base alla trama scelta, e sono le seguenti:
- La squadra dei protagonisti (これぞ！主人公チーム) - Keiichi Maebara e Rena Ryuugu
- La squadra delle sorelle gemelle (迷惑双子姉妹チーム) - Mion e Shion Sonozaki
- La squadra delle bambine (頑張れちびっ子チーム) - Rika Furude e Satoko Hojo
- La squadra degli amanti (熱愛アベックチーム) - Jirō Tomitake e Miyo Takano
- La squadra degli investigatori della Polizia di Okinomiya (興宮署特命刑事チーム) - Kuraudo Ōishi e Mamoru Akasaka
- La squadra degli insegnanti della Scuola di Hinamizawa (雛見沢分校先生チーム) - Kyōsuke Irie e Rumiko Chie
- La squadra degli yakuza dei Sonozaki (武闘派園崎組チーム) - Akane Sonozaki e Tatsuyoshi Kasai
- La squadra privata del capo del club (部長さん内緒チーム) - Keiichi Maebara e Mion Sonozaki (solo nell'espansione 1.11)
- La squadra insieme a Nee-nee (ねーねーと一緒チーム) - Satoko Hojo e Shion Sonozaki (solo nell'espansione 1.11)
- La squadra da portare a casa di Rena (レナのお持ち帰りチーム) - Rena Ryuugu e Rika Furude (solo nell'espansione 1.11)

A differenza delle trame, negli altri scontri le squadre possono essere formate con due personaggi a scelta del giocatore.

## Personaggi
I personaggi sono basati su quelli della sound novel originale.
- Keiichi Maebara (前原 圭一?, Maebara Keiichi)
- Rena Ryuugu (竜宮 レナ?, Ryūgū Rena)
- Mion Sonozaki (園崎 魅音?, Sonozaki Mion)
- Shion Sonozaki (園崎 詩音?, Sonozaki Shion)
- Rika Furude (古手 梨花?, Furude Rika)
- Satoko Hojo (北条 沙都子?, Hōjō Satoko)
- Jirō Tomitake (富竹 ジロウ?, Tomitake Jirō)
- Miyo Takano (鷹野 三四?, Takano Miyo)
- Kuraudo Oishi (大石 蔵人?, Ōishi Kuraudo)
- Mamoru Akasaka (赤坂 衛?, Akasaka Mamoru)
- Kyōsuke Irie (入江 京介?, Irie Kyōsuke)
- Rumiko Chie (知恵 留美子?, Chie Rumiko)
- Akane Sonozaki (園崎 茜?, Sonozaki Akane)
- Tatsuyoshi Kasai (葛西辰由?, Kasai Tatsuyoshi)
- Hanyuu (羽入?, Hanyū)
- Natsumi Kimiyoshi (公由夏美?, Kimiyoshi Natsumi)